# Albert Nolan
Albert Nolan, O.P. (Cidade do Cabo, 2 de setembro de 1934 – Joanesburgo, 17 de outubro de 2022) foi um religioso e teólogo sul-africano. Ele era bem conhecido por seu livro, Jesus Before Christianity, publicado pela primeira vez em 1972, no qual apresentou um relato do envolvimento radical de Jesus Cristo na luta pela humanidade plena no contexto da Judéia do primeiro século. Já vendeu mais de 150.000 cópias.

## Biografia
[carece de fontes?]
Durante os anos 60, ensinou teologia em instituições dominicanas, associadas à Universidade de Stellenbosch. Durante os anos 70, foi Capelão da Federação Nacional dos Estudantes Católicos.
De 1976 a 1984, foi vigário-geral dos dominicanos na África do Sul. Em 1983, foi eleito Mestre-geral da Ordem dos Pregadores. No entanto, recusou o cargo, o que significaria a transferência para a sede de sua ordem em Roma, preferindo permanecer na África do Sul durante esta década de intensa transição política e social. Durante este período trabalhou para o Institute for Contextual Theology, e esteve envolvido no círculo de pastores e teólogos que iniciaram o processo que levou ao Documento Kairos em 1985.
Nolan é bem conhecido por seu livro, Jesus Before Christianity, publicado pela primeira vez em 1972, no qual apresentou um relato do envolvimento radical de Jesus na luta pela humanidade plena no contexto da Judéia do primeiro século: ele "desafiou os ricos a identificar em solidariedade com os pobres, uma espiritualidade de solidariedade que ressoou entre os católicos brancos em busca de uma nova direção progressista". Contribuiu para a Teologia da Libertação ao apresentar o Evangelho per se como um acontecimento libertador.
Nolan morreu enquanto dormia na Marian House em Joanesburgo, na madrugada de 17 de outubro de 2022.

### Honrarias
Em 1990, Albert Nolan recebeu um doutorado honorário do Regis College, Toronto.
Em 2003, o governo sul-africano concedeu-lhe a Ordem de Luthuli em prata, em reconhecimento à "sua dedicação ao longo da vida à luta pela democracia, direitos humanos e justiça e por desafiar o dogma religioso, incluindo a justificação teológica do apartheid".

## Publicações
- — (1976). Jesus Before Christianity: The Gospel of Liberation. [S.l.]: D. Philip. ISBN 978-0-949968-59-3 reprinted 1978, 1985, 1988, 1992, 2001.
- — (1984). The Service of the Poor and Spiritual Growth: Taking Sides. [S.l.]: Catholic Institute for International Relations (CIIR) and Catholic Truth Society (CTS). ISBN 978-0-946848-40-9
- — (1986). Biblical Spirituality. [S.l.]: Order of Preachers (Southern Africa)
- — (1988). God in South Africa: The Challenge of the Gospel. [S.l.]: Philip. ISBN 978-0-86486-076-7
- — (2006). Jesus Today: A Spirituality of Radical Freedom. [S.l.]: Double Storey. ISBN 978-1-77013-111-8
- — (2009).  Muyebe, Stanslaus, ed. Hope in an Age of Despair: And Other Talks and Writings. [S.l.]: Orbis Books. ISBN 978-1-57075-835-5